# Manteo
Manteo is een plaats (town) in de Amerikaanse staat North Carolina, en valt bestuurlijk gezien onder Dare County.

## Demografie
Bij de volkstelling in 2000 werd het aantal inwoners vastgesteld op 1052.
In 2006 is het aantal inwoners door het United States Census Bureau geschat op 1290, een stijging van 238 (22.6%).

## Geografie
Volgens het United States Census Bureau beslaat de plaats een oppervlakte van
4,7 km², waarvan 4,5 km² land en 0,2 km² water. Manteo ligt op ongeveer 1 m boven zeeniveau.

## Plaatsen in de nabije omgeving
De onderstaande figuur toont nabijgelegen plaatsen in een straal van 28 km rond Manteo.

## Trivia
- De plaats staat bekend om jaarlijkse muziekfestival Dare Day Festival waar het begin van de zomer wordt gevierd.